# Samuel Slovák
Samuel Slovák (ur. 17 października 1975 w Nitrze) – słowacki piłkarz  grający na pozycji ofensywnego pomocnika. W swojej karierze 20 razy wystąpił w reprezentacji Słowacji.

## Kariera klubowa
Karierę piłkarską Slovák rozpoczął w klubie FC Nitra. W 1993 roku awansował do kadry pierwszej drużyny i w sezonie 1993/1994 zadebiutował w niej w pierwszej lidze słowackiej. W 1994 roku odszedł do Slovana Bratysława. W latach 1995 i 1996 dwukrotnie z rzędu wywalczył z nim mistrzostwo Słowacji. W 1997 roku zdobył Puchar Słowacji, a wcześniej w 1996 roku - Superpuchar Słowacji.
Latem 1997 Slovák przeszedł do hiszpańskiego klubu CD Tenerife. W Primera División zadebiutował 13 grudnia 1997 w zremisowanym 2:2 domowym meczu z Atlético Madryt. W 1999 roku spadł z Tenerife do Segunda División, a w 2000 roku został wypożyczony do Slovana Bratysława. W sezonie 2001/2002 ponownie grał w Tenerife i ponownie spadł z nim z Primera do Segunda División.
W 2002 roku Slovák odszedł z Tenerife do Slovana Liberec. Z kolei w 2003 roku został zawodnikiem 1. FC Nürnberg, w którym zadebiutował 26 stycznia 2004 w meczu 2. Bundesligi z Alemannią Akwizgran (2:3). W 2004 roku awansował z Nürnberg do pierwszej ligi.
W 2005 roku Slovák wrócił do Slovana Bratysława, grającego wówczas w drugiej lidze Słowacji. W 2006 roku awansował z nim do pierwszej ligi. W 2009 i 2011 roku został ze Slovanem mistrzem Słowacji. Wraz z tym klubem w latach 2010 i 2011 zdobył krajowy puchar, a w 2009 roku także superpuchar. W trakcie sezonu 2010/2011 zakończył karierę.
| Sezon   | Klub              | Kraj      | Rozgrywki        | Mecze | Bramki |
| ------- | ----------------- | --------- | ---------------- | ----- | ------ |
| 1993/94 | FC Nitra          | Słowacja  | I. liga          | ?     | ?      |
| 1994/95 | Slovan Bratysława | Słowacja  | I. liga          | 18    | 0      |
| 1995/96 | Slovan Bratysława | Słowacja  | I. liga          | 26    | 6      |
| 1996/97 | Slovan Bratysława | Słowacja  | I. liga          | 18    | 1      |
| 1997/98 | CD Tenerife       | Hiszpania | Primera División | 18    | 1      |
| 1998/99 | CD Tenerife       | Hiszpania | Primera División | 18    | 1      |
| 1999/00 | CD Tenerife       | Hiszpania | Segunda División | 27    | 2      |
| 2000/01 | Slovan Bratysława | Słowacja  | I. liga          | 18    | 5      |
| 2001/02 | CD Tenerife       | Hiszpania | Primera División | 7     | 1      |
| 2002/03 | Slovan Liberec    | Czechy    | Gambrinus Liga   | 6     | 3      |
| 2003/04 | 1. FC Nürnberg    | Niemcy    | 2. Bundesliga    | 17    | 1      |
| 2004/05 | 1. FC Nürnberg    | Niemcy    | Bundesliga       | 13    | 3      |
| 2005/06 | 1. FC Nürnberg    | Niemcy    | Bundesliga       | 1     | 0      |
| 2005/06 | Slovan Bratysława | Słowacja  | II. liga         | 12    | 5      |
| 2006/07 | Slovan Bratysława | Słowacja  | I. liga          | 27    | 2      |
| 2007/08 | Slovan Bratysława | Słowacja  | I. liga          | 25    | 6      |
| 2008/09 | Slovan Bratysława | Słowacja  | I. liga          | 25    | 7      |
| 2009/10 | Slovan Bratysława | Słowacja  | I. liga          | 13    | 2      |
| 2010/11 | Slovan Bratysława | Słowacja  | I. liga          | 5     | 2      |

## Kariera reprezentacyjna
W reprezentacji Słowacji Slovák zadebiutował 22 września 1996 roku w wygranym 6:0 meczu eliminacji do MŚ 1998 z Maltą. W kadrze Słowacji od 1996 do 2007 roku rozegrał łącznie 20 meczów.